# Midrevaux
Midrevaux ist eine französische Gemeinde im Département Vosges in der Region Grand Est (bis 2015 Lothringen). Sie gehört zum Arrondissement Neufchâteau und zum Kanton Neufchâteau. Die Bewohner nennen sich Midrevallien(ne)s.
Die angrenzenden Gemeinden sind Chermisey und Avranville im Nordwesten, Sionne im Nordosten und Osten, Mont-lès-Neufchâteau im Südosten, Pargny-sous-Mureau im Süden sowie Grand im Westen.

## Bevölkerungsentwicklung
| Jahr      | 1962 | 1968 | 1975 | 1982 | 1990 | 1999 | 2008 | 2019 |
| --------- | ---- | ---- | ---- | ---- | ---- | ---- | ---- | ---- |
| Einwohner | 249  | 250  | 240  | 239  | 219  | 213  | 208  | 199  |

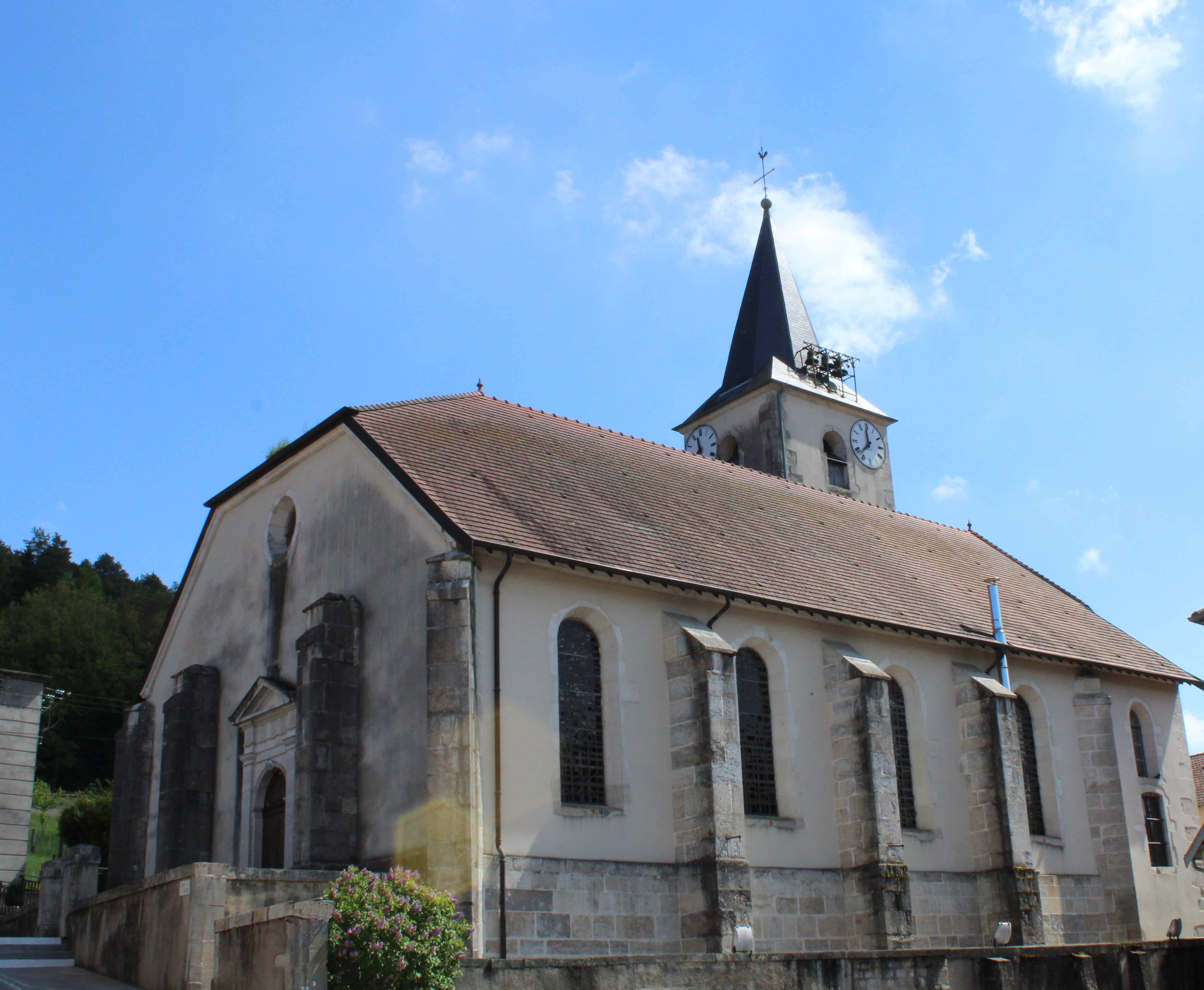
Kirche Saint-Remi
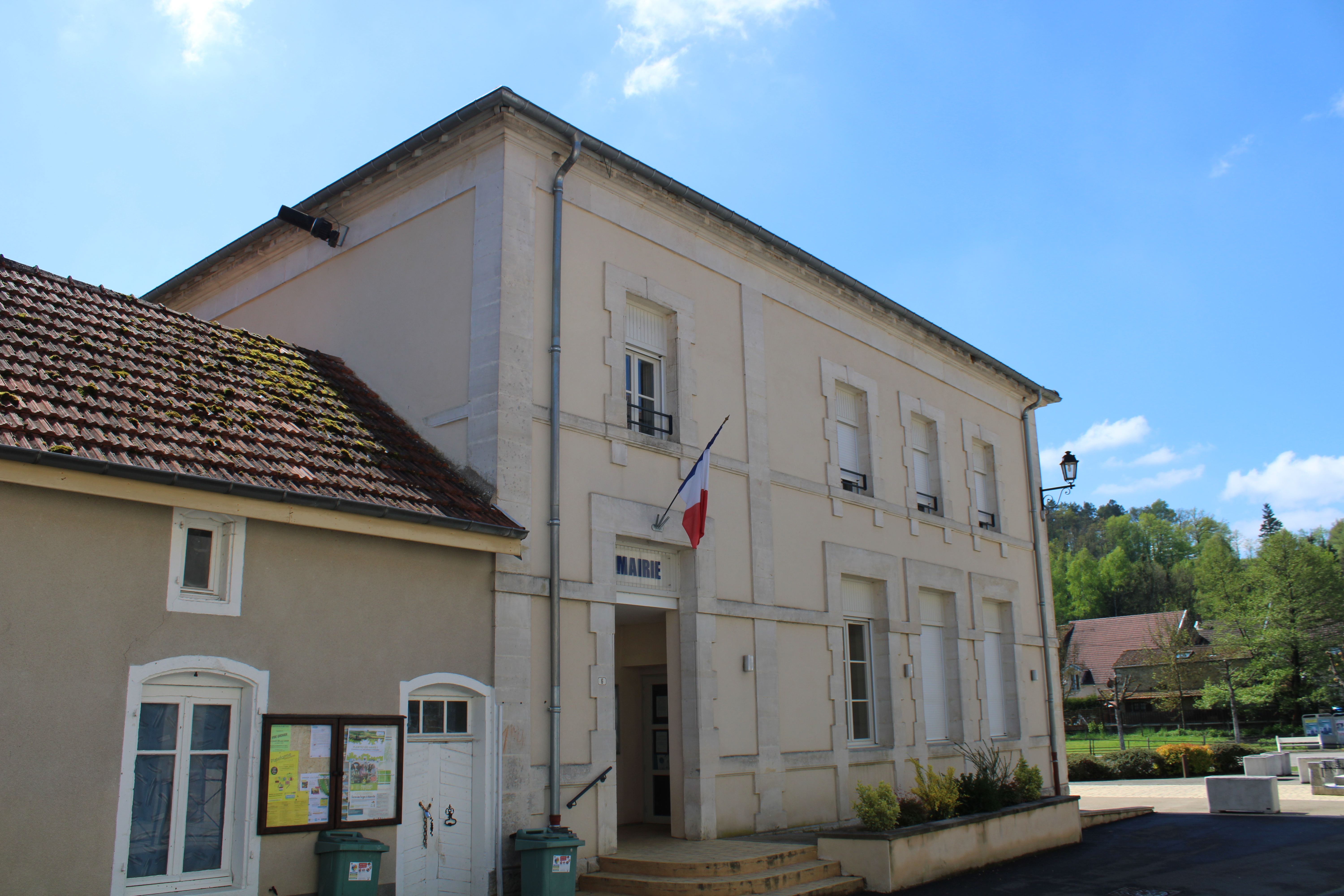
Mairie (Rathaus)